# The Fureys
The Fureys er et irsk folkemusikband der har spillet sammen siden 1974. Gruppen kaldes også The Fureys and Davey Arthur og består af Eddie Furey, George Furey og Davey Arthur.
Gruppen blev i første omgang dannet under Irish folk Festival i Tyskland i 1974. Finbar og Eddie havde tidligere turneret som en duo og Paul Furey havde sammen med Davey Arthur og Brendan Leeson et band kaldet The Buskers. Deres far Ted Furey, som på det tidspunkt var 73 og en berømt violinist, sluttede sig også til gruppen og de kaldte sig en overgang The Furey Family.
I 1979 udgav de deres album kaldet The Green Fields of France, der bliver deres gennembrud. Singlen med samme navn var 28 uger på Irish Singles Chart og peakede som #1 og var skrevet af Eric Bogle. I 1981 udgav de singlen "When You Were Sweet Sixteen", som toppede som #1 på Irish Singles Chart, #9 i Australien og # 14 i på UK Singles Chart. Andre kendte sange inkluderer "Gallipoli", "The Red Rose Cafe" og "Steal Away".
I 1994 forlod Finbar Furey bandet for at gå solo og d. 17. juni 2002 døde Paul Furey.
Gruppen optræder stadig og deres seneste album 30 Years On blev udgivet i 2008.
Gruppen har i tidens løb lavet samarbejder med mange andre kunstnere, heriblandt The Dubliners (også på medlemmers soloudgivelser), Ralph McTell og Dublin City Ramblers.

## Diskografi

### Ted Furey and Brendan Byrne
- Toss The Feathers, Outlet, 1967

### Eddie and Finbar Furey
- Finbar and Eddie Furey, Transatlantic, 1968
- The Lonesome Boatman, Transatlantic, 1969
- The Dawning of the Day, Dawn, 1972
- Four Green Fields, Pläne, 1972
- A Dream in My Hand, Intercord, 1974
- I Live Not Where I Love, Intercord, 1975
- The Farewell Album, Intercord, 1976
- I Know Where I'm Going, 1976, (with Paddie Bell)
- The Town Is Not Their Own, HPE, 1981
- Finbar and Eddie Furey, Harp, 1982

### The Clancy Brothers (med Finbar og Eddie Furey)
- Christmas, Columbia, 1969
- Flowers in the Valley, Columbia, 1970

### Finbar Furey
- Traditional Irish Pipe Music, Transatlantic, 1969
- The Irish Pipes of Finbar Furey, Nonesuch, 1972
- Peace & Enjoyment, Love & Pleasure (with Brian McNeill)
- Prince of Pipers, Intercord, 1974
- Sweetest Summer Rain
- The Finbar Furey Songbook
- Love Letters, BMG, 1990
- The Wind and the Rain, Nora, 1997
- Chasing Moonlight, Hybrid, 2003
- New York Girls, Rough Diamond, 2003, (EP)
- The Last Great Lovesong, Pinorekk, 2014

### Ted Furey
- Irish Folk Music, Arfolk, 1972

### The Buskers
- Life of a Man, Rubber Records, 1973
- The Buskers, Hawk, 1974

### The Fureys and Bob Stewart
- Tomorrow We Part, Crescent, 1976
- Aran: Celtic Gypsy Music, 1999

### The Furey Family
- The Furey Family, Intercord, 1977

### The Fureys and Davey Arthur
- Emigrant, Polydor, 1977
- Morning on a Distant Shore, Polydor, 1977
- Banshee, Dolby, 1978
- The Green Fields of France, Banshee, 1979
- The Sound of the Fureys and Davey Arthur, Polydor, 1980
- When You Were Sweet Sixteen, Banshee, 1982
- Steal Away, Banshee, 1983
- In Concert, RTÉ, 1983
- Golden Days, K-Tel, 1984
- At The End of the Day, K-Tel, 1985
- The First Leaves of Autumn, 1986
- Red Rose Café/Irish Eyes/Sitting Alone, 1987,(EP)
- Dublin Songs, 1988
- Poor Man's Dream, 1988
- The Scattering, 1988
- Alcoholidays
- The Best of the Fureys and Davey Arthur, 1993

### The Fureys
- Wind of Change, Shanachie, 1992
- Claddagh Road, 1994
- May We All Someday Meet Again, 1996
- Twenty One Years On, 1999
- The Essential Fureys, 2001
- The Fureys Sing Chaplin, 2001
- My Father's House, 2003
- I Will Love You, 2003
- 25th Anniversary Collection, 2003
- My Father's House, 2005
- The Times They Are a Changing, 2014
- 40 Years.....to be continued, 2018